# Luca Danesi
Luca Danesi o Danese (Ravenna, 22 agosto 1598 – Cento, 29 settembre 1672) è stato un architetto e matematico italiano.

## Opere
- Discorso sopra l'acque del Po, Ravenna, Stamperia Camerale, 1646.
- Della scienza mecanica e delle utilità che si traggono dagl'istromenti di quella, Ravenna, Stamperia Camerale, 1649.
- Opere, Ferrara, Giulio Bolzoni Giglio, 1670.